# 小资

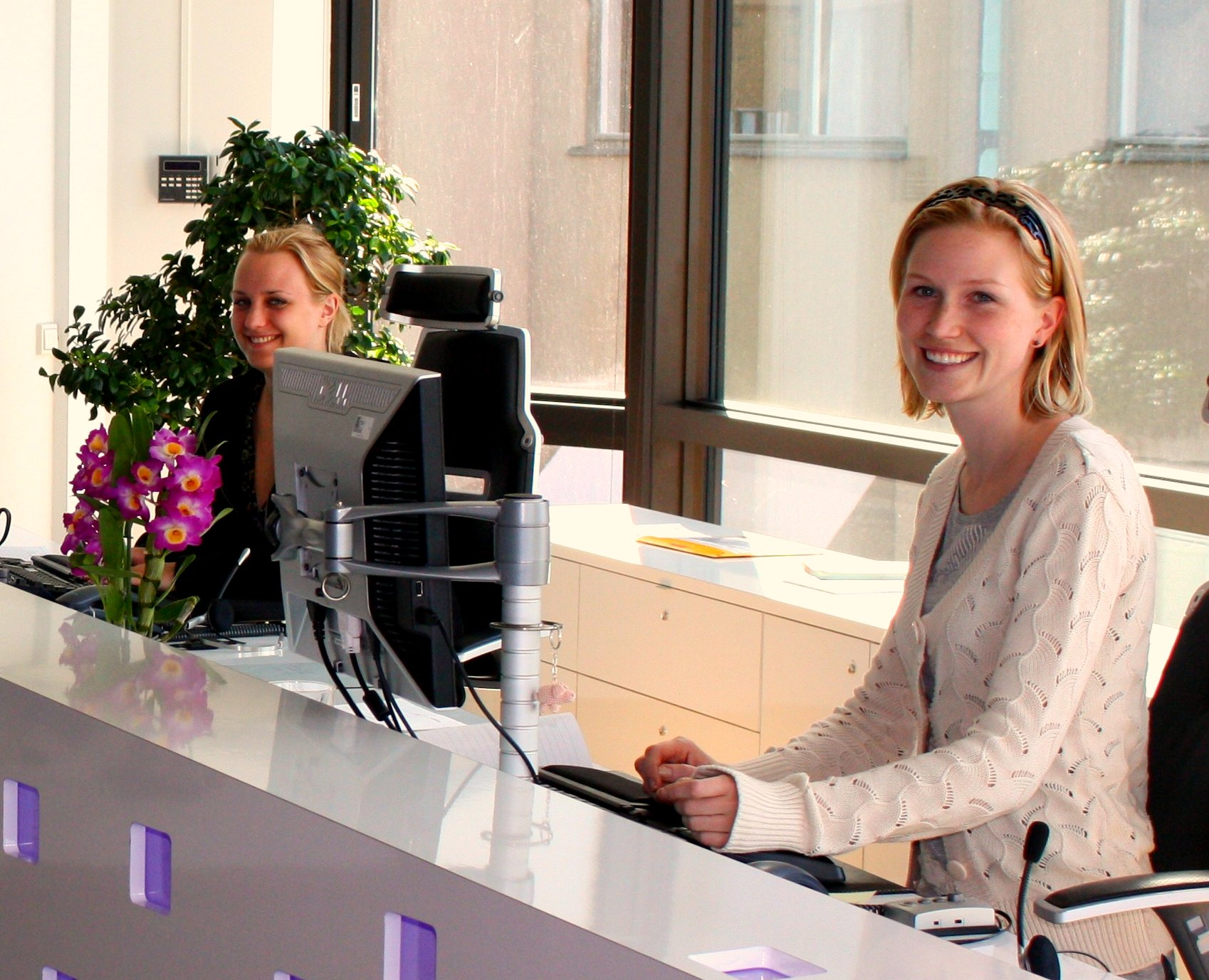
辦公室的白領上班族

小资又称小布尔乔亚（petite bourgeoisie）为小资产阶级的简称。
小資是1990年代开始在中国大陆流行的名詞，最初特指向往流行思想生活，追求内心体验、物质和精神享受的年轻人，而随着物质生活的逐渐丰富，小资一词常常与情调连用，用来代指一种追求浪漫、慢节奏、一定的仪式感和精神美学的生活方式。小資一般为年輕都市白领，又与“中产阶级”相差一定距离——主要在经济方面。

## 相关文学
- 包晓光. .   [2006-12-06]. （原始内容存档于2020-10-29）.
- 毛泽东. .   [2018-04-22]. （原始内容存档于2020-11-20）.
- 小資女的繽紛生活